# Cassida labiatophaga
Cassida labiatophaga es un coleóptero de la familia Chrysomelidae.
Fue descrita científicamente en 1988 por Medvedev & Eroshkina.